# Colour of the Trap
Colour of the Trap je debutové sólové album anglického hudebníka Milese Kanea vydané 6. května 2011. Album se umístilo na osmé příčce hitparády UK Albums Chart. Vedle jiných se na něm podílel například velšský hudebník Gruff Rhys.

## Seznam skladeb
| Pořadí         | Název                  | Autor                | Délka |
| -------------- | ---------------------- | -------------------- | ----- |
| 1.             | Come Closer            | Kane                 | 2:59  |
| 2.             | Rearrange              | Alex Turner, Kane    | 3:29  |
| 3.             | My Fantasy             | Kane                 | 3:20  |
| 4.             | Counting Down the Days | Alex Turner, Kane    | 3:21  |
| 5.             | Happenstance           | Alex Turner, Kane    | 3:04  |
| 6.             | Quicksand              | Kane, Gruff Rhys     | 3:19  |
| 7.             | Inhaler                | Kane, Sean Bonniwell | 3:03  |
| 8.             | Kingcrawler            | Kane                 | 3:37  |
| 9.             | Take the Night From Me | Kane, Andrew Sweeney | 2:55  |
| 10.            | Telepathy              | Alex Turner, Kane    | 3:07  |
| 11.            | Better Left Invisible  | Alex Turner, Kane    | 3:20  |
| 12.            | Colour of the Trap     | Alex Turner, Kane    | 3:28  |
| Celková délka: | Celková délka:         | Celková délka:       | 38:57 |